# Estadio Ciudad de Valencia
El Estadio Ciudad de Valencia (oficialmente en valenciano: Estadi Ciutat de València) es el nombre del estadio de fútbol de la ciudad de Valencia (España) donde juega sus partidos oficiales el Levante Unión Deportiva. Se encuentra situado en la calle San Vicente de Paúl, 44, del barrio de San Lorenzo, popularmente conocido como parte del barrio de Orriols, y junto a la avenida Hermanos Machado, que forma parte de la Ronda Norte de la ciudad.

## Inauguración

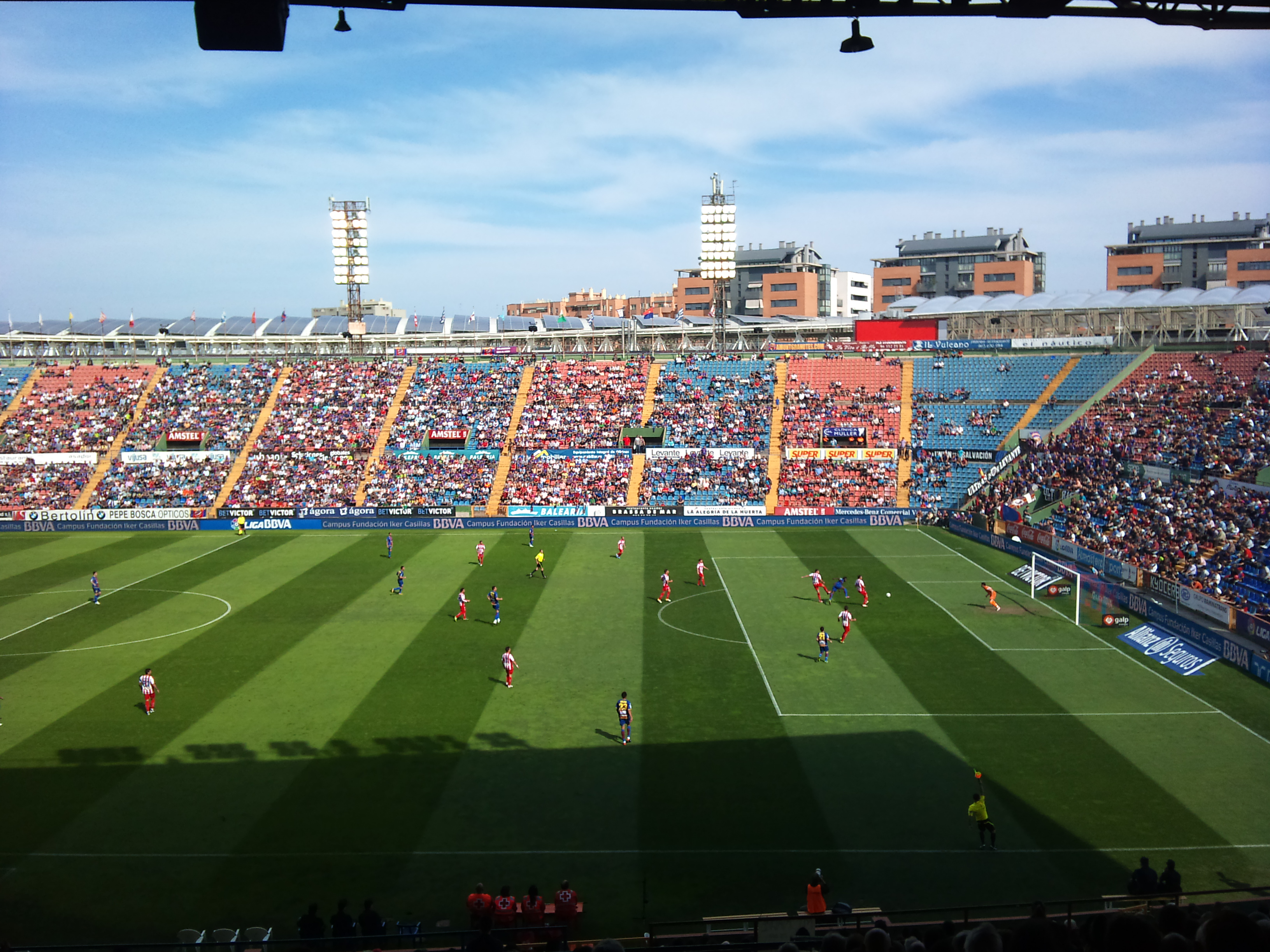
Estadio Ciudad de Valencia

El estadio del Levante UD se construyó sobre una superficie de 40 000 metros cuadrados de huerta valenciana en el entonces conocido como Racó de Sant Llorenç, muy próximo al barrio de Orriols, al antiguo monasterio de San Miguel de los Reyes y al municipio vecino de Alboraya. 
El día 9 de septiembre de 1969, bajo la presidencia de Antonio Román, se inauguró con un partido entre los dos equipos de la ciudad: el Levante UD contra el Valencia CF. El Levante UD anteriormente jugaba sus partidos en el campo de Vallejo desde su fusión con el Gimnástico de Valencia en 1939.

## Nombres
Desde su inauguración en 1969 hasta 1972 se llamó oficialmente Estadio Antonio Román pasando posteriormente a denominarse Nuevo Estadio, Nou Estadi y, desde 1999, Estadio Ciudad de Valencia, Estadi Ciutat de València.

## Características
En 1997 se produjo la colocación de asientos en todas las zonas del estadio, conforme a las exigencias de la LFP, ya que hasta ese año solo había en la zona de tribuna.
El campo tiene una capacidad de 26.354 espectadores. Las dimensiones del terreno de juego son de 107 x 70 metros.

## Zonas del estadio
Actualmente en el estadio hay 8 zonas diferenciadas para los espectadores desde donde se pueden presenciar los partidos. 
Éstas son: Palco vip l'Alqueria, Tribuna, Grada Central Alta, Grada Central Baja, Gol Orriols Alto, Gol Orriols Bajo, Gol Alboraia Alto, Gol Alboraia Bajo y Grada Visitante.

## Eventos deportivos

### España-Escocia
El 3 de septiembre de 2004, tras haber logrado el Levante UD el segundo ascenso de su historia a la Primera División, el estadio acogió su primer encuentro de la selección española de fútbol absoluta, con un partido amistoso frente a la selección de Escocia, que sería el segundo encuentro como seleccionador de Luis Aragonés. El resultado final fue de empate 1-1 con gol de Rubén Baraja (Valencia) en propia puerta para los escoceses y de Raúl González (Real Madrid) para los españoles desde el punto de penalti. Hicieron su debut con la selección absoluta los futbolistas Asier del Horno (Athletic Club) y Aitor López Rekarte (Real Sociedad). También fue el estreno como capitán de la selección absoluta del portero Iker Casillas, y, como anécdota, el encuentro debió ser suspendido en el minuto 60 de juego a causa de una avería eléctrica provocada por una fuerte tromba de agua. Al no poder repararse la avería se dio por concluido el encuentro.

### UEFA Europa League
En la temporada 2012-13, se disputaron en el estadio 6 partidos de la UEFA Europa League por primera vez en su historia, al clasificarse el Levante UD en una histórica 6.ª posición la temporada anterior. Se trataba de la segunda competición continental más importante de clubes, y se realizaron algunas mejoras en el estadio para adaptarse a la normativa de la UEFA. El primer encuentro fue 30 de agosto de 2012 frente al Motherwell escocés en el partido de vuelta de los play-off que daba acceso a la fase de grupos, y venció el Levante por 1-0 con gol de Theofanis Gekas tras haber ganado 0-2 en la ida. Luego llegaron 3 partidos de la fase de grupos ante Helsingborgs IF, FC Twente y Hannover 96, quedando el equipo local clasificado para la siguiente fase de dieciseisavos de final frente al Olympiacos FC, viviendo una noche mágica al golear 3-0 al campeón griego en la ida el 14 de febrero de 2013. En la fase de octavos de final se disputó el 7 de marzo la ida de frente al Rubin Kazan con empate 0-0, y una triste derrota en la vuelta por 2-0 en la prórroga impidió al Levante seguir adelante en la competición.

### España-Macedonia
El 8 de septiembre de 2014, un día antes del 45.º aniversario de la inauguración del estadio y del 105 aniversario del Levante UD, se disputó el primer encuentro oficial de la Selección española de fútbol absoluta en el estadio, frente a Macedonia, primer partido de la fase de clasificación para la Eurocopa 2016. El resultado final fue de 5-1, logrando su primer gol con la selección absoluta el delantero valenciano Paco Alcácer y también Sergio Busquets. Además anotaron Sergio Ramos (de penalti), David Silva y Pedro Rodríguez. Hizo su debut con la selección absoluta en el minuto 78 el joven delantero Munir El Haddadi.

### Final Copa del Rey De Rugby 2018
En 2018, La FER (Federación española de rugby) Escogió el Ciutat de València como sede de la Copa del Rey de Rugby 2018, la final sería el 29 de abril, entre el VRAC Quesos Entrepinares y el Club de Rugby El Salvador, ambos de Valladolid, lo que género gran polémica en los equipos por la decisión de jugar la final en un lugar tan distanciado de la ciudad, se sugirió incluso no acudir a la final, finalmente se jugó y el campeón fue el VRAC Quesos Entrepinares

## Accesos

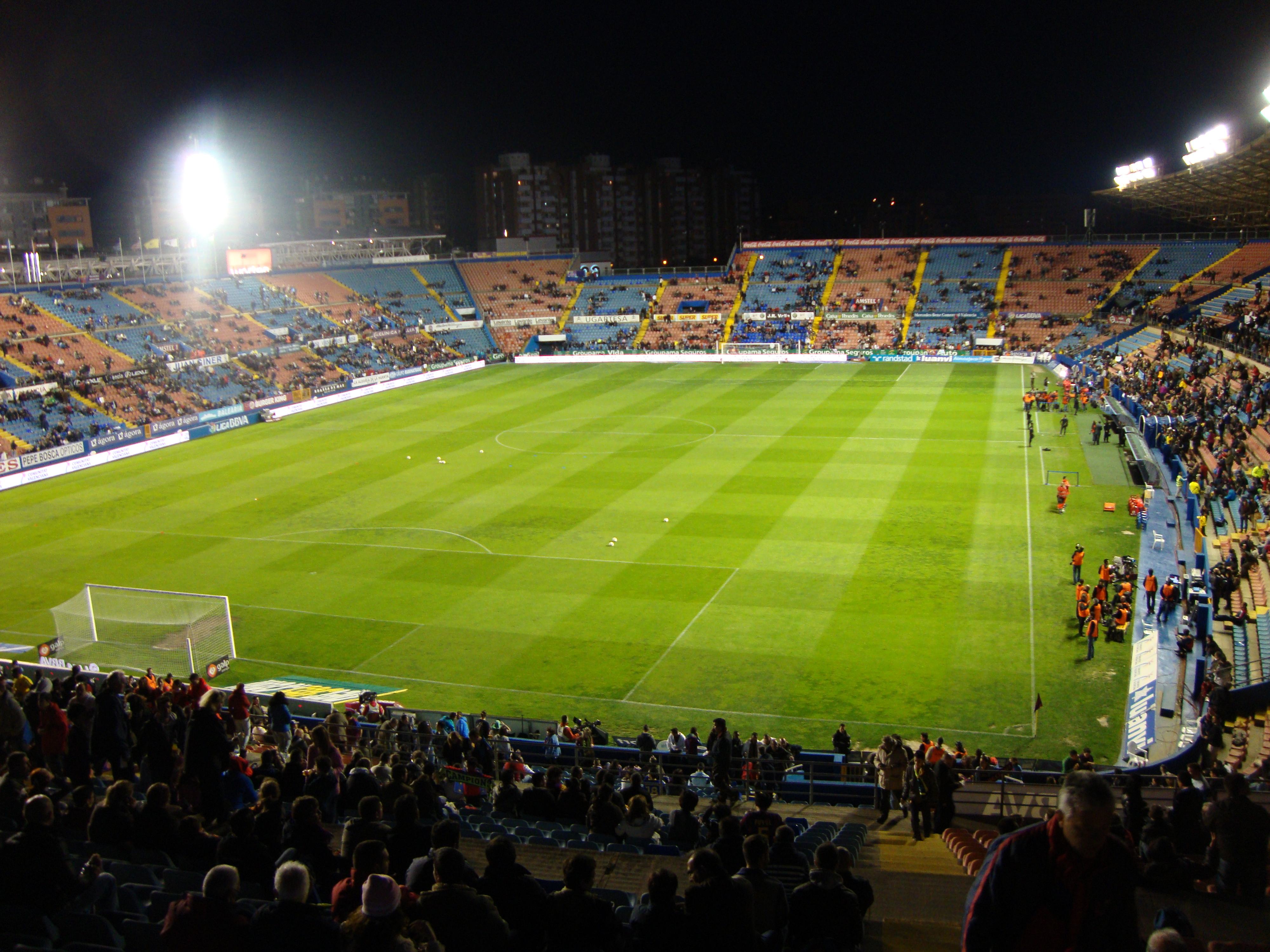
Aspecto del estadio en 2012

Frente al estadio se encuentra la estación Estadi Ciutat de Valencia de la línea 6 del tranvía de Metrovalencia, y en las proximidades también se encuentra la estación Machado de la línea 3 y línea 9 de Metrovalencia. 
Las líneas 11, 12, 16 y 70 de la EMT Valencia de autobuses urbanos también llegan a las proximidades del estadio.

## Anécdotas
El 1 de mayo de 2005, durante la disputa del partido Levante-Málaga correspondiente a la jornada 34 de Primera División, el futbolista Duda del Málaga afirmó que se le había cruzado un fantasma en el fondo de Orriols del estadio, lo que le hizo fallar una clara ocasión a portería vacía.